# Mariä Himmelfahrt (Bernried am Starnberger See)

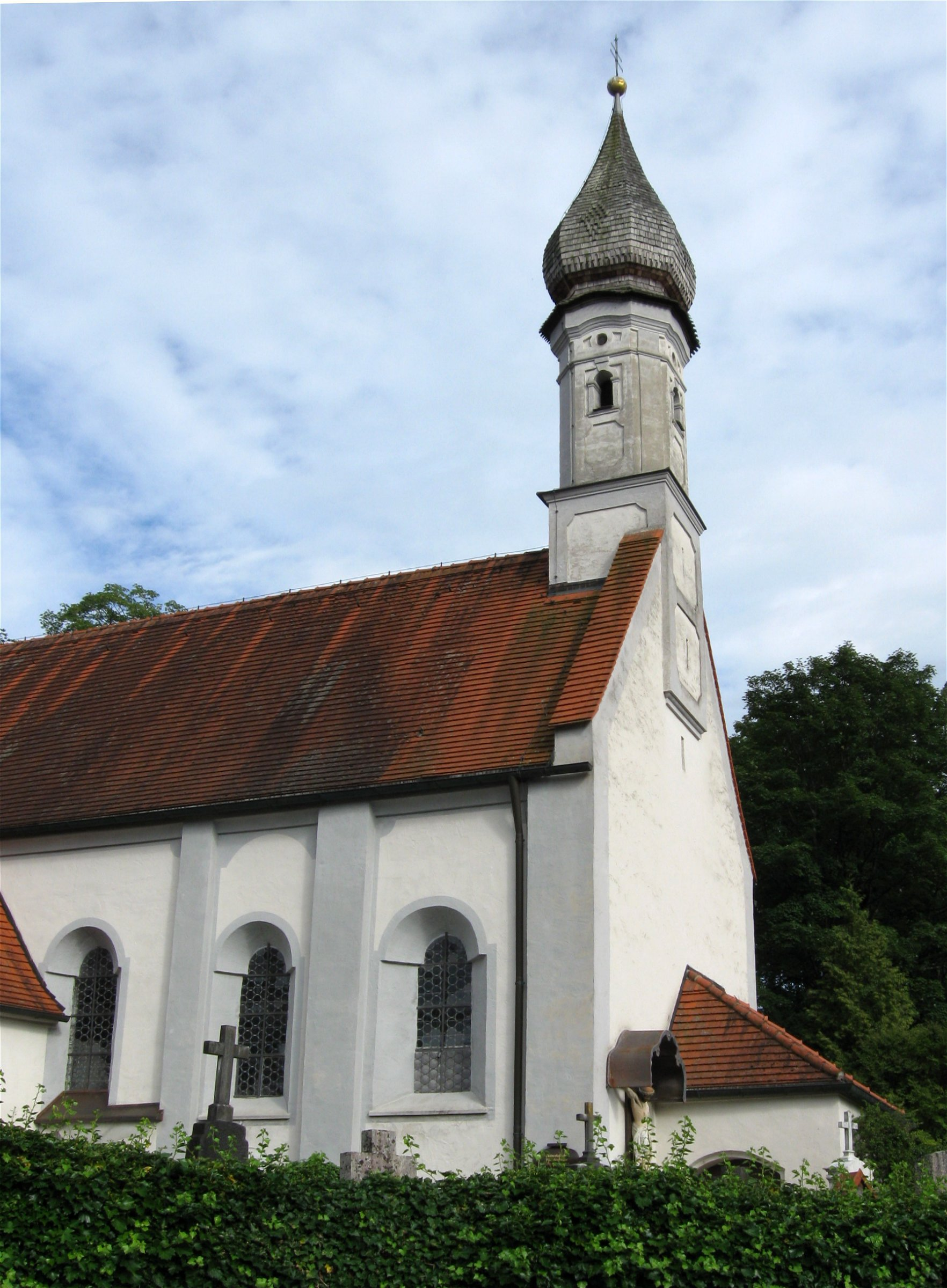
Mariä Himmelfahrt von Norden (vor der Renovierung 2017)

Die Kirche Mariä Himmelfahrt in Bernried am Starnberger See im oberbayerischen Landkreis Weilheim-Schongau wird auch Hofmarkskirche genannt. Das Gotteshaus mit der Adresse Klosterhof 6 steht unter Denkmalschutz.

## Geschichte
Ab 1330 gehörte der Ort Bernried zur Hofmark des örtlichen Augustiner-Chorherren-Stifts. Für die Untertanen dieser Hofmark wurde keine 100 Meter südwestlich der bestehenden Stiftskirche St. Martin eine Pfarrkirche errichtet. Dieser 1382 geweihte Bau bildet den Kern der heutigen Kirche. 1530 wurde der Fassadenturm mit Zwiebelhaube errichtet. Im Jahr 1672 wurde im Norden eine Wallfahrtskapelle, die sogenannte „Gruftkapelle“ angebaut. 1693 wurde die Kirche barockisiert, wohl von Caspar Feichtmayr dem Älteren, 1769 folgten barocke Altäre.
Nach der Säkularisation in Bayern erwarb die Gemeinde Bernried die Kirche für 175 Gulden und bewahrte sie dadurch vor dem Abbruch. Sie verlor jedoch ihren Status als Pfarrkirche, der an die Stiftskirche St. Martin überging. Bis heute ist die Kirche Eigentum der politischen Gemeinde.
1982 wurde die Kirche renoviert. Dabei musste u. a. der Turm begradigt werden, nachdem er sich leicht in Richtung des Kirchenschiffs geneigt hatte. 2017 wurden die Außenfassade und Stuckaturen im Innenraum renoviert.
Die Kirche wird heute sowohl von der römisch-katholischen Pfarrei St. Martin Bernried, als auch der evangelisch-lutherischen Kirchengemeinde Tutzing genutzt, ist also eine Simultankirche.

## Beschreibung und Ausstattung

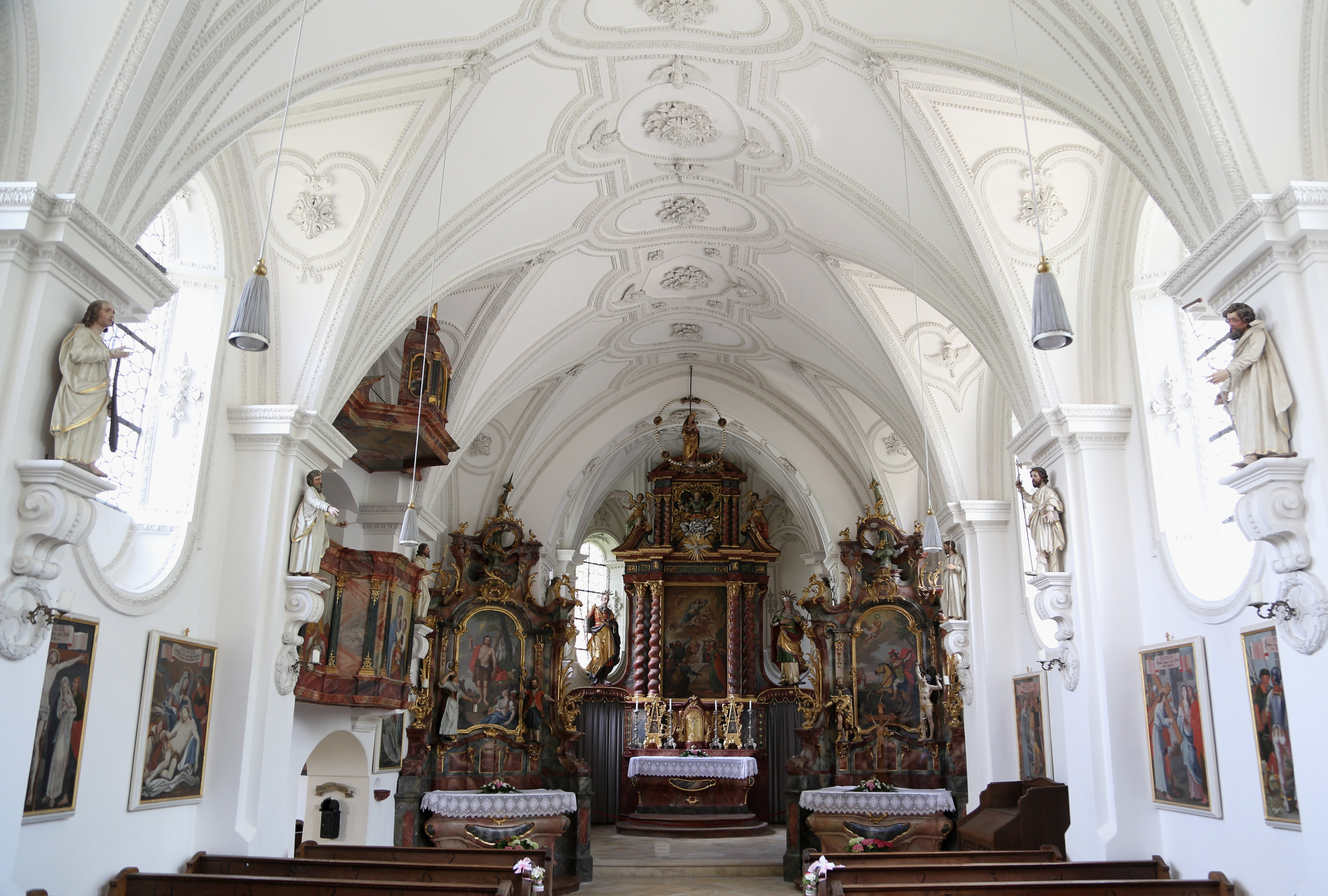
Innenansicht

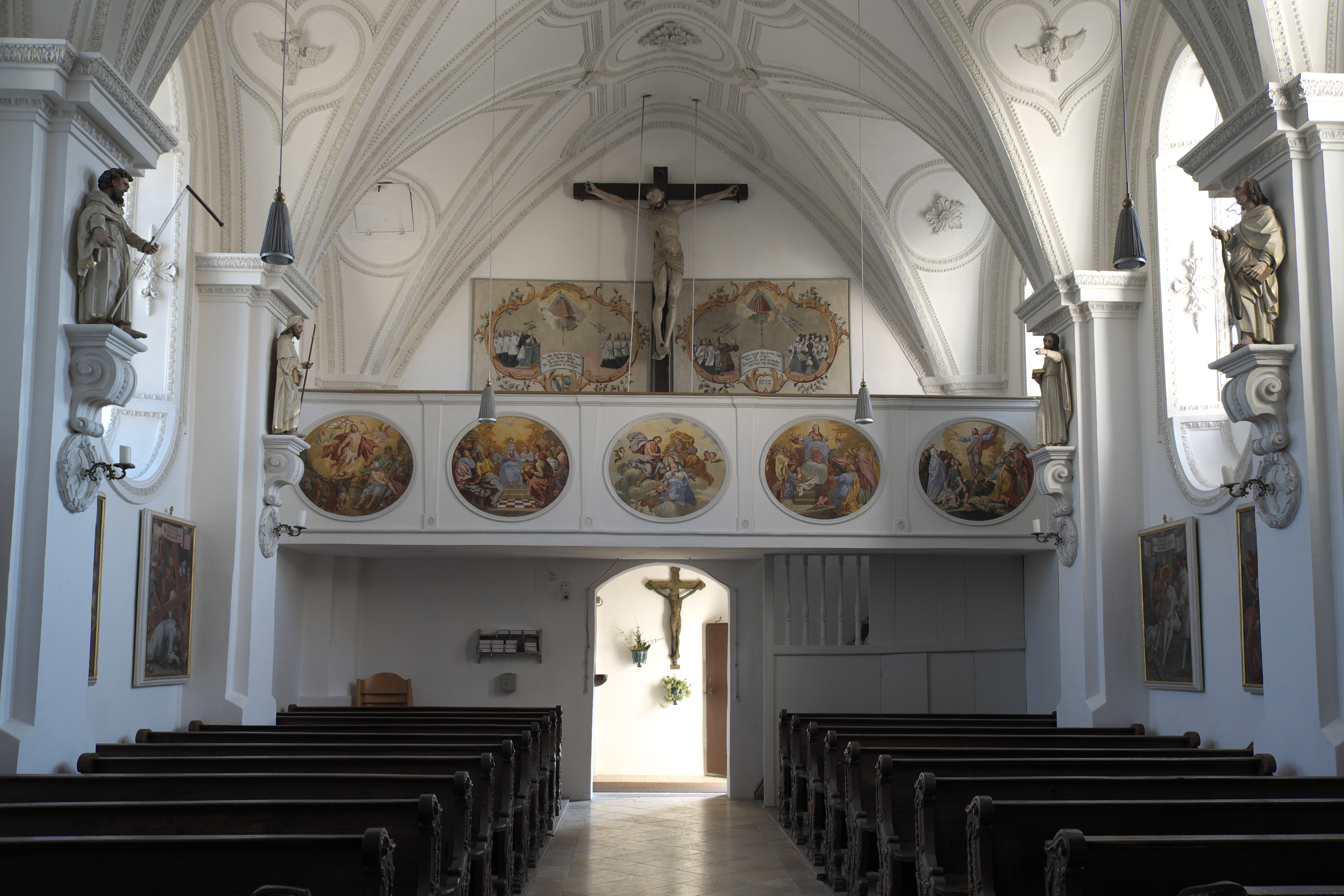
Blick zur Empore

Die nach Ostnordost ausgerichtete Saalkirche ist im Kern gotisch und besitzt einen eingezogenen Polygonalchor. Die Fassade ist durch Lisenen gegliedert, die auch farblich abgesetzt sind.
Die Seitenaltäre entwarf der Wessobrunner Tassilo Zöpf, ausgeführt wurden sie von Paul Zwinck aus Uffing. Die Altarbilder malte Franz Seraph Kirzinger. Am linken Seitenaltar sind neben dem Altarbild, das Johannes den Täufer zeigt, Skulpturen des hl. Isidor und der hl. Notburga in zeitgenössischer Tracht zu sehen. Am rechten Seitenaltar wird das Gemälde des Nothelfers Georg von Figuren des hl. Rochus und des hl. Sebastian flankiert.
Der Hochaltar enthält ein Gemälde der Himmelfahrt Mariens. Im Altarauszug sind Gott Vater und der Heilige Geist, symbolisiert durch eine Taube, zu sehen.
In der Gruftkapelle befindet sich eine Pietà aus dem späten 14. Jahrhundert, die sich vor Erbauung der Kapelle im Hochaltar befand.
Die Kirche umgibt ein Friedhof.

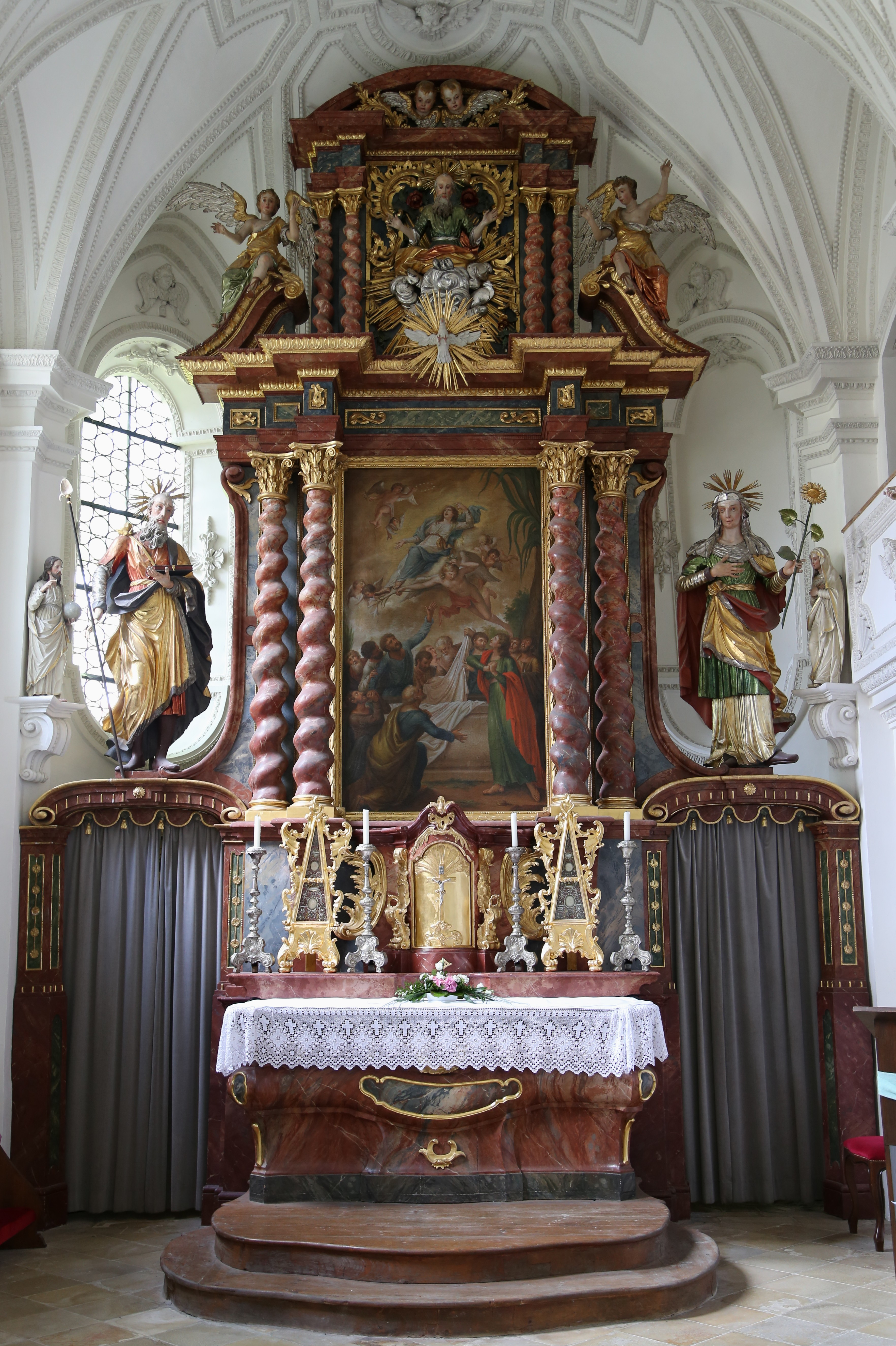
Hochaltar
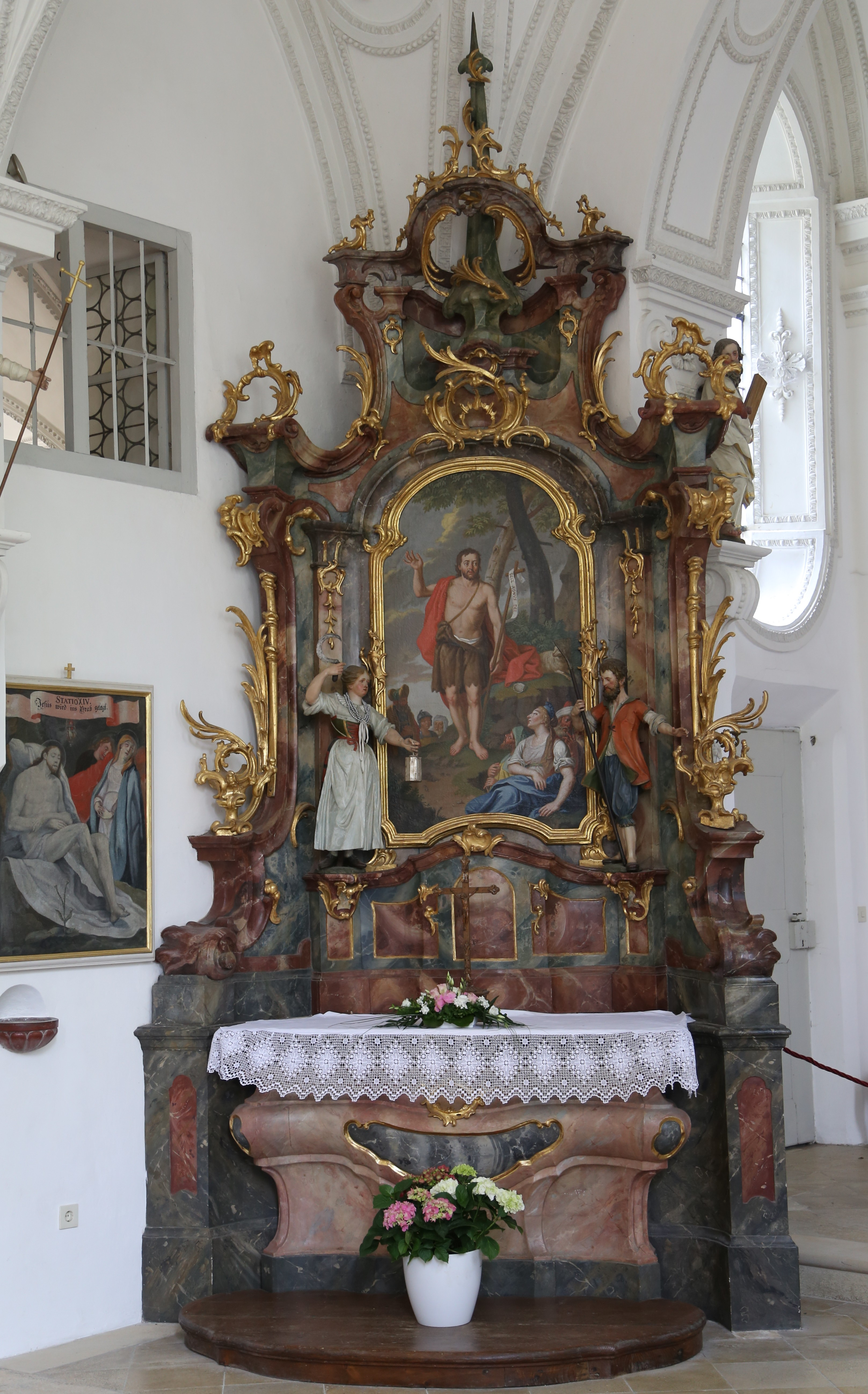
Linker Seitenaltar
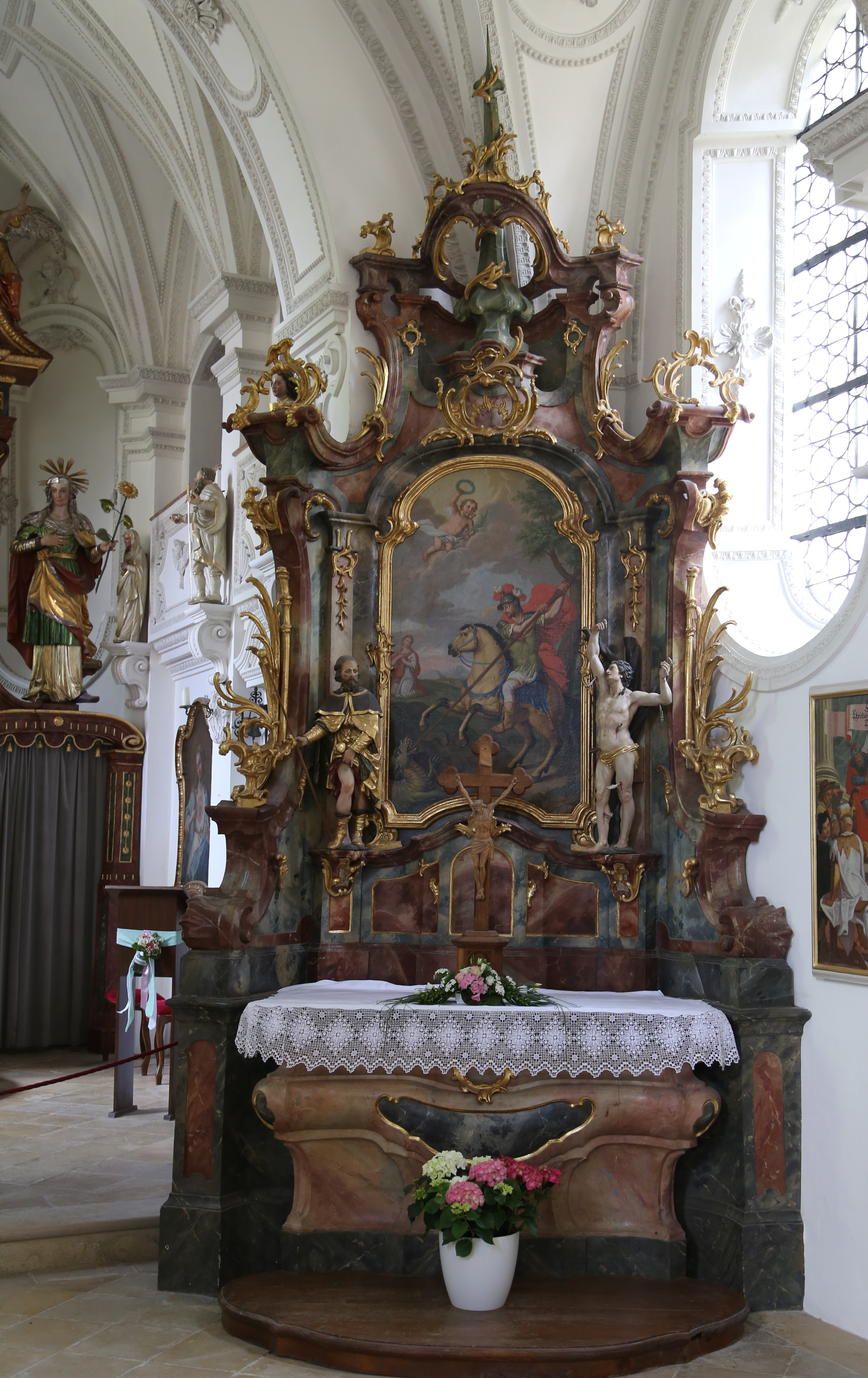
Rechter Seitenaltar
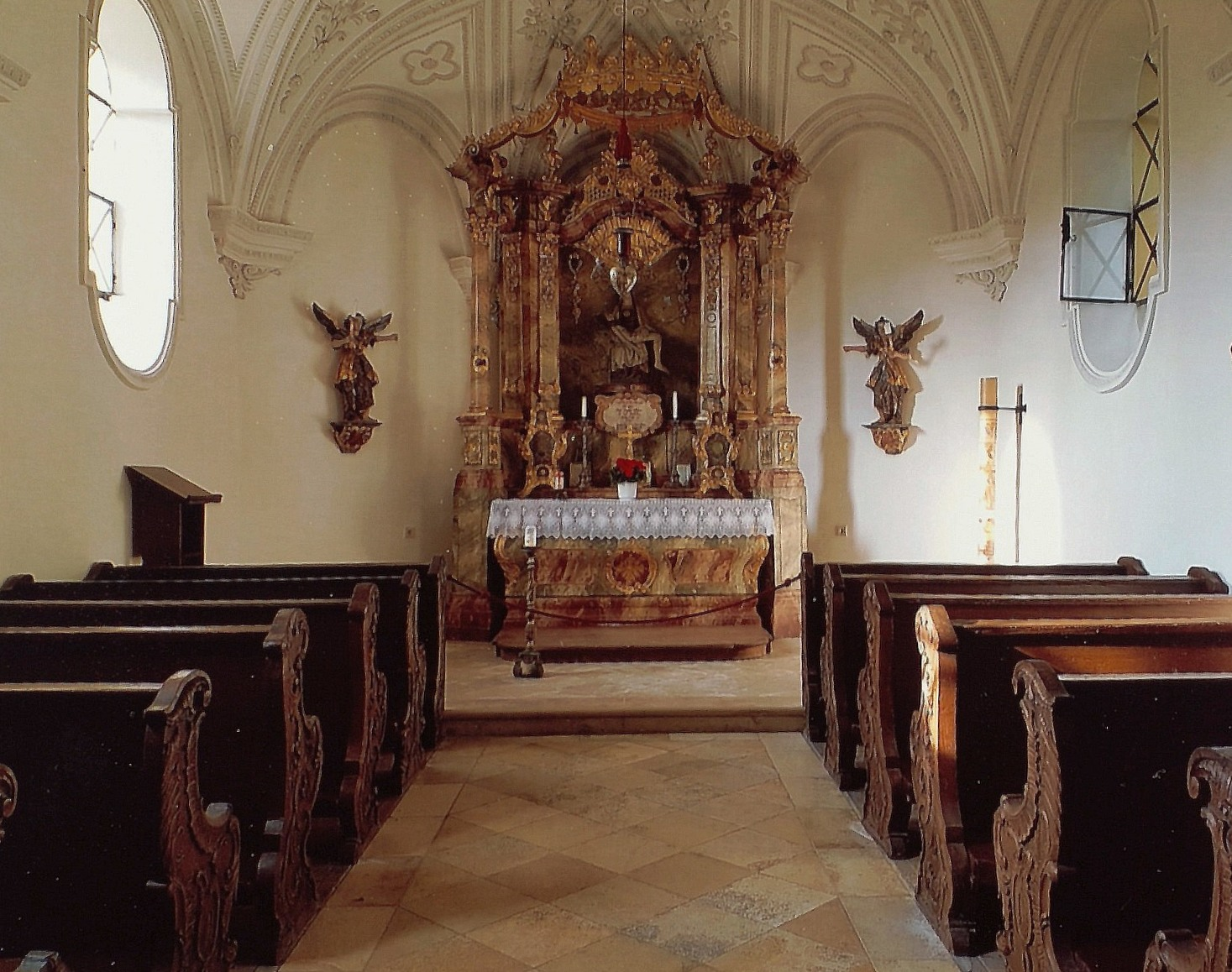
Gruftkapelle
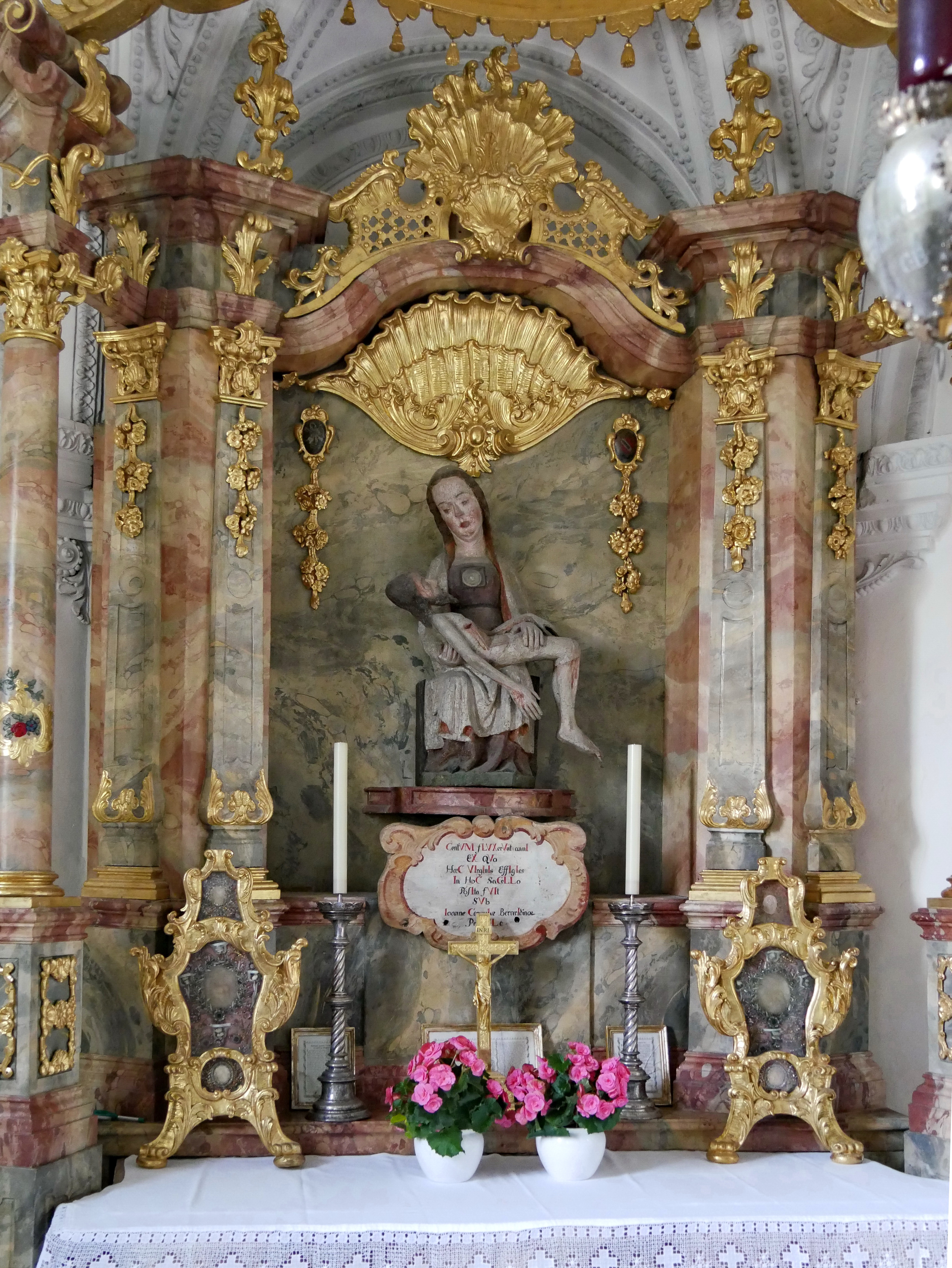
Altar der Gruftkapelle